# ولکوتسی، استان پرنیک
ولکوتسی، استان پرنیک (به لاتین: Velkovtsi, Pernik Province) یک روستا در بلغارستان است که در استان پرنیک واقع شده‌است.

## خصوصیات
ولکوتسی ۲۱۰ نفر جمعیت دارد و ۷۰۰ متر بالاتر از سطح دریا واقع شده‌است.